# Geralf Pochop
Geralf Pochop (* 26. März 1964 in Halle (Saale)) ist ein deutscher Autor, Zeitzeuge und Bildungsreferent zum Thema Punk in der DDR. Er ist zudem Mitglied der Band Gleichlaufschwankung und früherer Betreiber der Punk-Labels Schlemihl-Records und Saalepower-Records.

## Leben
Geralf Pochop wuchs in Halle an der Saale auf und machte in der DDR eine Ausbildung zum Funkmechaniker. Nach sechsmonatiger Haft aufgrund seines Punk-Daseins 1987 und Erteilung eines Berufsverbots, arbeitete er in Hilfsarbeiterjobs als Tellerwäscher, Gasleuchtenwärter, Siebdruckhelfer und Galerieaufsichtskraft. 
Nach dem Mauerfall bereiste Pochop viele Länder Europas und begab sich 2003 auf eine zweijährige Bildungs- und Studienreise durch Asien. Die Eindrücke der Reise veröffentlichte er mit Tanja Trash in dem Buch „Maisbier und Buttertee“ – Leben und Überleben in China sowie musikalisch auf der LP/CD Ethno Punx der Band Gleichaufschwankung.
Als Zeitzeuge berichtet Pochop von seinen Erfahrungen als Punk in der DDR und reist quer durch Deutschland. Seine Erfahrungen hat er in den Büchern Untergrund war Strategie – Punk in der DDR: Zwischen Rebellion und Repression (2018) und Zwischen Aufbruch und Randale. Der wilde Osten in den Wirren der Wendezeit (2021) aufgearbeitet, die im Berliner Independent-Verlag Hirnkost erschienen.
Der Vater von drei Kindern lebt heute mit seiner Frau in Torgau.

## Punk in der DDR
Falls eine Erlaubnis bestand, das Material gemäß den Bestimmungen der Lizenz Creative-Commons-Lizenz Namensnennung – Weitergabe unter gleichen Bedingungen 4.0 zu nutzen, oder du selbst der Urheber des Textes in der unten angeführten Quelle bist, sende bitte eine vollständig ausgefüllte Freigabeerklärung unter Verwendung deines Realnamens und der Angabe, um welchen Artikel es geht, an die Adresse permissions-dewikimedia.org per E-Mail.
Wenn du den Rechteinhaber nachträglich um Erlaubnis bitten willst, kannst du diese Textvorlage dafür benutzen.
Nach Bearbeitung durch das Wikipedia-Support-Team wird die Freigabe auf der Diskussionsseite dokumentiert und der Text wiederhergestellt. 
Fragen bitte an: Urheberrechtsfragen
Herkunft:  --Leserättin (Diskussion) 09:53, 30. Jul. 2025 (CEST)

## Wirken als Zeitzeuge
Seit seiner Rehabilitierung und Anerkennung als politischer Gefangener der DDR im Jahr 2011 beschäftigt er sich intensiv mit der DDR-Vergangenheit und verbrachte im Rahmen eines Forschungsauftrags viel Zeit in Stasiarchiven.
2018 veröffentlichte der Verlag Hirnkost sein Buch Untergrund war Strategie – Punk in der DDR. Zwischen Rebellion und Repression, welches ein Jahr später in der Schriftenreihe der Bundeszentrale für politische Bildung noch einmal erschien. Pochops Erstlingswerk stellt laut dem Medienhistoriker Holger Böning eine „[f]ür die Bedeutung der Punkbewegung für die Untergangszeit der DDR […] wichtige Quelle“ dar.
Seither ist er häufig gemeinsam mit einem Musiker auf multimedialer Zeitzeugen-Lese-Tour und in Sachen Zeitzeugenarbeit als Bildungsreferent unter anderem für das Koordinierende Zeitzeugenbüro der Gedenkstätte Berlin-Hohenschönhausen, den Erinnerungsort Torgau der Stiftung Sächsischer Gedenkstätten, die sächsischen und sachsen-anhaltischen Landesbeauftragten zur Aufarbeitung der SED-Diktatur, die Sächsische Landeszentrale für politische Bildung und die Gedenkstätte Geschlossener Jugendwerkhof Torgau unterwegs.
2021 erschien im Hirnkost-Verlag sein zweites Buch Zwischen Aufbruch und Randale. Der wilde Osten in den Wirren der Nachwendezeit und die Bürgerrechtlerin Freya Klier widmete der Geschichte des Autors in ihrem Buch Unter mysteriösen Umständen. Die politischen Morde der Staatssicherheit, welches im Herder Verlag erschien, ein Kapitel.
Außerdem erstellte Geralf Pochop eine Wanderausstellung mit dem Namen Aus Grau wird Bunt zu den Themen „Rebellion und Repression in der DDR, Friedliche Revolution, Frauen im DDR-Punk, Anti-Mauer-Aktionen, Mauerfall, Baseballschlägerjahre und Transformationszeit“, die seither in vielen Regionen Deutschlands zu sehen war.
2022 kam er als Zeitzeuge im Film Stasi hört mit dem 3. Teil der ARD/SWR Mini-Serie Auswärtsspiel – Die Toten Hosen in Ost-Berlin des Regisseurs Martin Groß zu Wort. 2023 ist er im preisgekrönten Dokumentarfilm Schleimkeim – Otze und die DDR von unten zu sehen und seine Zeitzeugenarbeit wurde im selben Jahr durch die John-Dewey-Forschungsstelle für die Didaktik der Demokratie (JoDDID) der TU Dresden, mit den Prädikat „Einfach gut gemacht“ ausgezeichnet.
2025 erscheint im Hirnkost-Verlag sein drittes Buch Tanz auf dem Vulkan. Widerständische Punk-Frauen in der DDR.

## Schriften
- Tanja Trash: Maisbier und Buttertee. Leben und Überleben in China. Saalepower Records, Torgau 2009, ISBN 978-3-940744-21-0 (mit Fotos von Geralf Pochop).
- Untergrund war Strategie – Punk in der DDR. Zwischen Rebellion und Repression. Hirnkost, Berlin 2018, ISBN 978-3-9885701-5-4.
- Zwischen Aufbruch und Randale. Der wilde Osten in den Wirren der Wendezeit. Hirnkost, Berlin 2021, ISBN 978-3-948675-99-8.
- Tanz auf dem Vulkan. Widerständische Punk-Frauen in der DDR. Hirnkost, Berlin 2025, ISBN 978-3-9885710-5-2.

## Filmografie
- 2011: MDRum12 – Wohin mit den Stasiakten[8]
- Gegen alle Mauern – Zeitzeugeninterviews: Geralf Pochop[9]
- Auswärtsspiel, Folge 3: Stasi hört mit, Regie: Martin Groß[10]
- 2023: Schleimkeim – Otze und die DDR von unten, Regie: Jan Heck[11]